# Ahronomia, Arbuzînka
Ahronomia (în ucraineană Агрономія) este localitatea de reședință a comunei Ahronomia din raionul Arbuzînka, regiunea Mîkolaiiv, Ucraina.

## Demografie
Componența lingvistică a localității Ahronomia
     Ucraineană (92,46%)
     Rusă (5,6%)
     Română (1,84%)
     Alte limbi (0,1%)
Conform recensământului din 2001, majoritatea populației localității Ahronomia era vorbitoare de ucraineană (92,46%), existând în minoritate și vorbitori de rusă (5,6%) și română (1,84%).